# Bab el-Sebâa
Bab el-Sebâa (Porte du Lion), est une porte fortifiée datant du XIXe siècle et se situant à Essaouira, au Maroc. Elle fait partie des principales portes de l'actuelle enceinte de la médina d'Essaouira. Elle se situe dans la nouvelle partie de la Kasbah d'Essaouira.

## Histoire
Bab el-Sebâa a été construite en 1866, seulement quelque temps après l'agrandissement de la Kasbah d'Essaouira (Kasbah Jedida), par un dénommé Houssein Gannoun El Fassi, sous les ordres du sultan Mohammed Ben Abderrahmane, de la dynastie alaouite.
Elle est classée comme monument historique depuis le dahir du 30 août 1924.

## Architecture
De style chérifien, Bab el-Sebâa est une porte arrondie reliée par des remparts en pierre et enduit d'un crépit de terre, comportant des créneaux carré. Elle mesure 12,70 m de large pour 5 m de haut. Elle est constituée de deux ouvertures reliés par un corridor mesurant 7 m de large et 4,5 m de haut.
Bab el-Sebâa fait face à l'ouest, au Bab Magana. Elle permet principalement de desservir la nouvelle extension de la Kasbah d'Essaouira (Kasbah Jedida).

### Sources bibliographiques
1. ↑  Mana 2005, p. 31